# Viehhandel

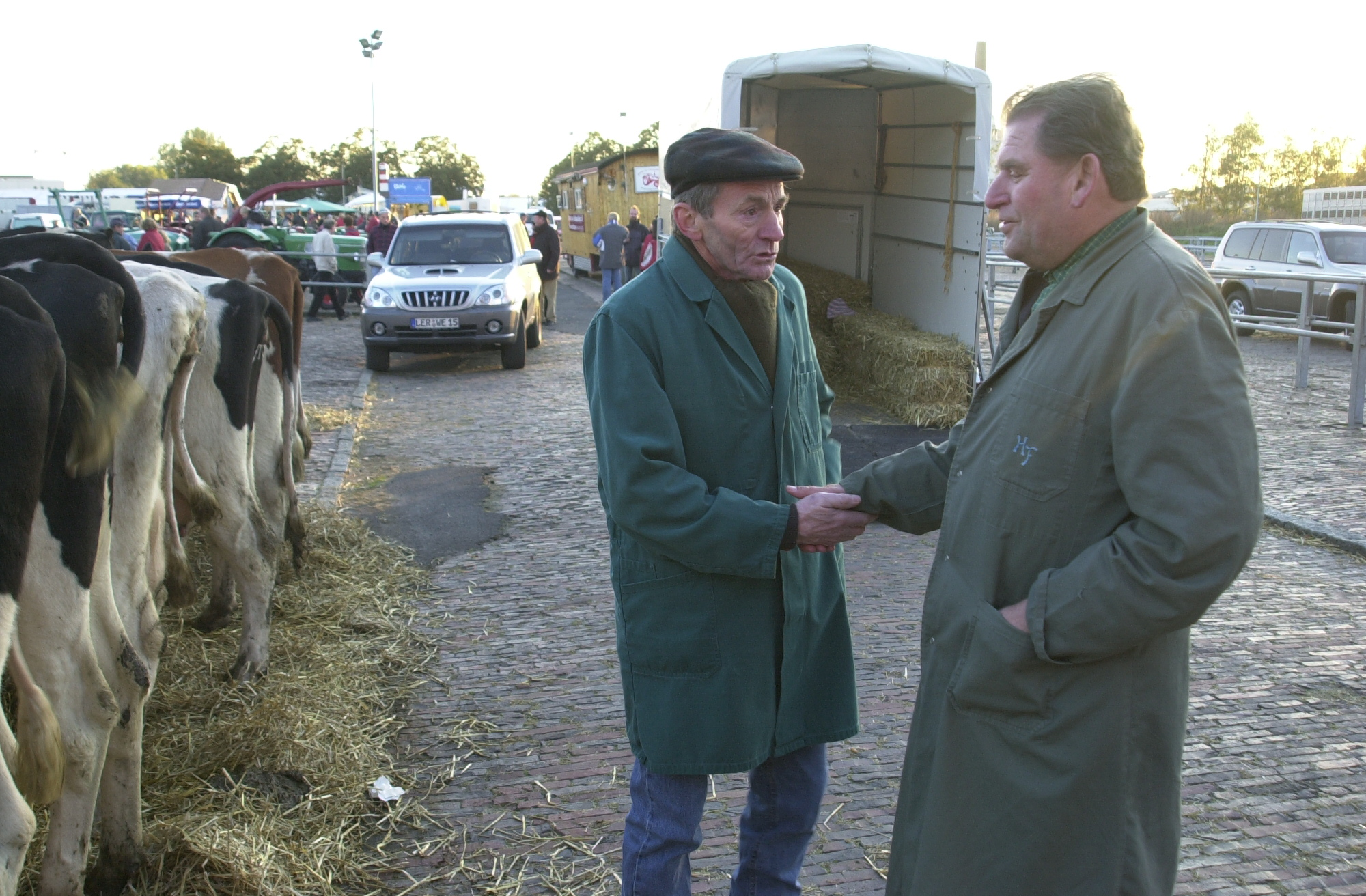
Viehhändler auf dem Gallimarkt in Leer

Viehhandel ist der Kauf und Verkauf von Vieh. Es ist ein Teilbereich des Agrarhandels.
Der Viehhandel vermittelt zwischen den Viehzüchtern und den Konsumenten und gliedert sich in Fleischviehhandel, Zuchtviehhandel und Nutzviehhandel, das heißt den Handel mit Zug- und Tragtieren und Milchvieh.

## Viehhändler und Viehkaufleute
Viehhändler oder auch Ochsenhändler wurden Personen oder Unternehmen bezeichnet, die Vieh an- und wiederverkaufen. Die heutige Berufsbezeichnung Viehkaufmann beziehungsweise Viehkauffrau.

### Tätigkeiten und Ausbildung
Viele Viehkaufleute haben sich spezialisiert für Nutz- und Schlachtviehvermarktung. Vermarktet werden zum Beispiel Kühe, Färsen, Bullen, Kälber, Schafe, Ziegen und Schweine. Zum Berufsbild gehören unter anderem Kenntnisse in Fragen des Tierschutzes und der Vermeidung von Tierseuchen.
Viehkaufleute benötigen ein umfassendes Wissen über die zu handelnden Tiere, auch um deren Gewicht und den Zustand des Tieres bezüglich Krankheiten oder Verletzungen feststellen zu können.
In der Schweiz ist Voraussetzung zur Berufsausübung ein Viehhändlerpatent. Dazu müssen Einführungskurse besucht werden und eine Prüfung durch ein kantonales Veterinäramt abgelegt werden. Die Vergabe des Patentes wird durch Bund und kantonale Behörden des Veterinärwesens geregelt.

### Pferdehändler
Der Pferdehandel ist ein Teilbereich des Viehhandels. Beim Einkauf und beim Verkauf von Pferden sind unterschiedliche Fähigkeiten gefragt. So muss ein Einkäufer Pferde sehr gut beurteilen können und ihren Wert einschätzen können. Beim Verkauf ist es dagegen wichtig zu erkennen welcher Käufer zu welchem Pferd passt und zu überzeugen.
In der Schweiz benötigen Pferdehändler ein Pferdehandelspatent, das zum Pferdehandel in der ganzen Schweiz berechtigt und alle drei Jahre erneuert werden muss. Voraussetzung dafür ist der Besuch von Fortbildungen. Dabei wird zwischen gewerbsmässigem Pferdehandel und dem normalen Bestandswechsel unterschieden.
Beim traditionellen Pferdekauf per Handschlag gelten, soweit nichts anderes vereinbart wurde, die gesetzlichen Regelungen. Verträge per Handschlag sind jedoch anfällig für Missverständnisse, deshalb wird ein Kaufvertrag und eine Ankaufsuntersuchung empfohlen.
Pferde können direkt beim Züchter, privat über Anzeigen (gedruckt oder online), bei Auktionen, auf einem Pferdemarkt, bei einem spezialisierten Pferdehändler oder bei einem Ausbildungs- und Handelsstall gekauft werden. Viele Zuchtverbände unterstützen ihre Züchter beim Verkauf der Nachzucht. Junge Pferde werden meistens als Absetzer, Jährling oder Dreijährige verkauft. Dreijährige sind häufig noch roh. Vierjährige sind meistens schon eingeritten.

## Geschichte

### Viehwucher
Für viele Kleinbauern war eine einzige Kuh die Lebensgrundlage, wobei selbst für den Besitzer mehrerer Kühe jede einzelne wesentlich für seine Existenz war. Viehhändler konnten die Notlage eines Bauern, der eine neue Kuh brauchte, bewusst ausnutzen. Ein Schritt zur Überwindung des Viehwuchers war die Bildung von Raiffeisen-Genossenschaften als Selbsthilfe. Mit der Gründung des Flammersfelder Hilfsvereins zur Unterstützung unbemittelter Landwirte (1848), des Heddesdorfer Darlehnskassenvereins (1864) und der Rheinischen Landwirtschaftlichen Genossenschaftsbank (1872) schuf der Sozialreformer Friedrich Wilhelm Raiffeisen Modelle zur Unterstützung unbemittelter Landwirte und für landwirtschaftliche Einkaufsgenossenschaften zum günstigen Einkauf von Produktionsgütern wie beispielsweise Saatgut, Düngemitteln und Vieh.

### Schweiz

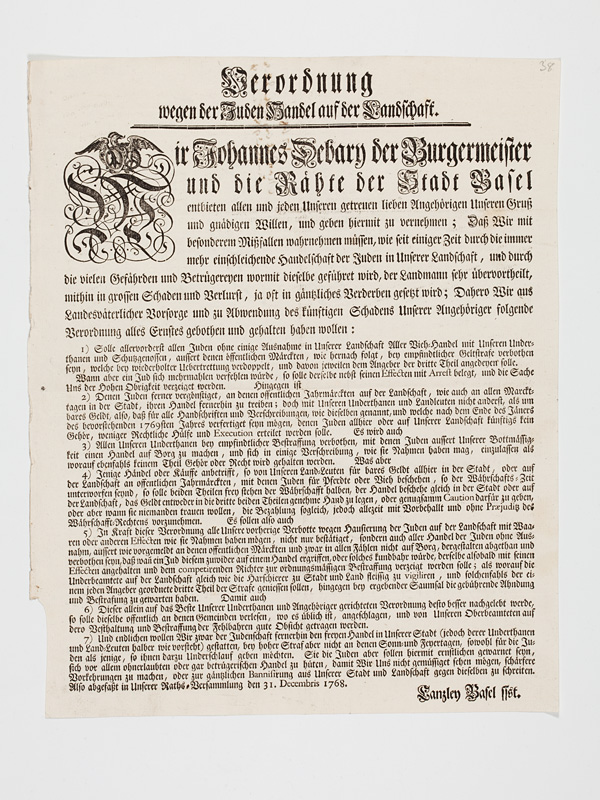
Die Basler Verordnung wegen der Juden Handel auf der Landschaft von 1768, heute im Jüdischen Museum der Schweiz, schränkte die Tätigkeiten der Juden stark ein, insbesondere im Bereich des Viehhandels.

In der Schweiz war der Viehhandel im Mittelalter vor allem im Alpenraum verbreitet, aber mit dem Bevölkerungswachstum der frühen Neuzeit weitete sich der Viehhandel aus. Ab dem 17. Jahrhundert waren viele Juden im Viehhandel tätig, die auch im Elsass, in Schwaben und Vorarlberg handelten und gegen diskriminierende Maßnahmen kämpfen mussten. So hatten sie bis ins 19. Jahrhundert kein Niederlassungsrecht, und um Zugang zum Markt zu erhalten, mussten sie oft Sonderzölle bezahlen.
In Deutschland arbeiteten im 19. Jahrhundert und zu Beginn des 20. Jahrhunderts in erheblichem Umfang Juden als Viehhändler. Um 1900 stellten sie im Westfälischen Viehhandelsverband die Mehrheit der Mitglieder.
Traditionell hatten Viehhändler einen eher schlechten Ruf. Das zeigt sich beispielsweise in der Floskel:

„Der Viehhandel ist ein Spitzbubenhandel.“

### Viehhandel in Deutschland um 1900
Mit dem Aufkommen der Eisenbahn im 20. Jahrhundert nahm der Viehhandel Aufschwung. Es wurde möglich das Vieh über weite Strecken zu transportieren. Bereits 1905 gab es in Deutschland einen erheblichen Handel mit dem Ausland.

#### Zuchtviehhandel

Rinderhandel auf dem Zuchtvieh-Markt in Hamm (Westf.) um 1960

Um 1900 fand der Zuchtviehhandel hauptsächlich in Handelsställen statt und nicht mehr auf öffentlichen Viehmärkten. Es gab Bestrebungen den Zuchtvieh-Bestand zu verbessern. Es musste Zuchtvieh aus den Regionen beschafft werden, die in der Zucht führend waren. Dazu bedurfte es der Vermittelung von Händlern, welche die Quellen jenes Gebietes kannten. Nachdem die Einfuhr holländischen Zuchtviehs verboten wurde, beschränkte sich der deutsche Zuchtviehhandel zu dieser Zeit im Wesentlichen auf das Inland.
Nur eine kleine Zahl von Pferden wurde aus England eingeführt, außerdem gab es Zuchtpferdhandel mit Amerika, Österreich-Ungarn und Belgien. Es gab einen lebhaften inländischen Handel mit Zuchtpferden von Ost- und Westpreußen, Mecklenburg, Schleswig-Holstein, Hannover und Oldenburg nach den übrigen Landesteilen.
Rinder und Ziegen wurden in kleiner Zahl aus der Schweiz eingeführt. Zuchtrinder wurden besonders aus den badischen und bayrischen Hochzuchtgebieten nach Mitteldeutschland und aus den friesischen, oldenburgischen, holsteinischen und ostpreußischen Zuchtgebieten nach Ost-, Mittel- und Westdeutschland ausgeführt.
Aufgrund der guten Entwicklung der Schweinezucht und den Bestrebungen, die Schweinerassen zu veredeln, hat sich der Handel mit Zuchtebern sehr gut entwickelt.

#### Nutzviehhandel
Der Nutzviehhandel betrifft Pferde, Arbeitsochsen und Milchkühe.
Um 1900 geschah die Versorgung Deutschlands mit Reit- und leichten Wagenpferden in erster Linie von Ostpreußen aus, das insbesondere der Armee leistungsfähige Reitpferde liefert.
Oldenburg, Mecklenburg, Hannover und Schleswig-Holstein produzierten edle und schwerere Kutschpferde, Posen ein weniger edles Zugpferd und der Westen und Süden das Kaltblut.
Gangochsen wurden in den Zuckerrübengegenden benötigt. Das waren die Provinz Sachsen, anstoßenden Teilen des Königreichs Sachsen, Anhalt und Braunschweig, Brandenburg und Schlesien. Die Zufuhr erfolgte in erster Linie aus Bayern, dem sächsischen und reußischen Vogtlande.
Von großer Bedeutung war um 1900 der Handel mit Milchvieh und dessen Produkten. Das ungeheure Anwachsen der Großstädte und die Entstehung der großen Industriezentren mit ihrem gewaltigen Milchverbrauch veranlasste die Landwirte in weiterem Umkreis, ihre Tierhaltung auf Milchbeschaffung umzustellen. Solche Milchbetriebe stoßen die abgemolkenen Kühe ab, um frischmelkenden Ersatz dafür einzustellen. Der Bedarf an Milch und Molkereiprodukten war so groß geworden, dass aus dem Ausland beträchtliche Mengen eingeführt werden mussten.
Zum Nutzviehhandel gehört auch der Handel mit Wollschafen, der aber bei dem Rückgang der Wollschafzucht in Deutschland um 1900 keine große Bedeutung mehr besaß.

#### Schlachtviehhandel
Um 1900 hatte infolge des Bedarfs der Großstädte und Industriezentren sowie der verbesserten Lebensführung der Schlachtvieh- und Fleischhandel große Ausmaße angenommen. Der Bedarf ließ sich nicht mehr aus der nähern Umgebung decken, sondern das Vieh musste weit hergeholt werden. Damit verschwand der direkte Verkehr zwischen Landwirt und Schlächter und ein Zwischenhandel entstand. Während vorher Schlachtviehmärkte nur an wenigen großen Plätzen bestanden, entstanden nun Schlachtviehmärkte und Schlachthöfe in allen größeren Gemeinden.
Zu dieser Zeit lieferte der Norden und Osten Deutschlands einen großen Überschuss an Schlachtvieh, den er nach dem Westen und Südwesten abgab. Die auf diese Weise beschickten Märkte verbrauchen die Zufuhr selbst (Lokalmärkte, wie z. B. Leipzig, Magdeburg, Karlsruhe) oder sie versorgten ihrerseits wieder die nähere und weitere Umgebung.
Der Schlachtviehmarkt in Berlin, der hauptsächlich durch Zufuhren aus Ost- und Westpreußen, Posen, Pommern und Schlesien beschickt wird, gab im Jahr 1905: 18 % seines Auftriebes wieder ab, und zwar wurden 44,789 Rinder, 53,685 Schweine, 4927 Kälber und 43,245 Schafe über die Provinz Brandenburg hinaus ausgeführt. Der Schlachtviehmarkt in Breslau deckt 81,8 % seines Auftriebes aus Schlesien, 9,5 % aus Posen und 8,7 % aus Ost- und Westpreußen. Davon gingen aber im Jahr 1905: 22 % vom Breslauer Markte nach Oberschlesien, Königreich Sachsen, Rheinland und Baden. Der Markt in Frankfurt a. M. gab im gleichen Jahr 27 % seines zum großen Teil aus Nord- und Ostdeutschland stammenden Auftriebes wieder nach Süden und Westen, Mainz sogar 33 % und Köln 32 % des Marktauftriebes. Vom Chemnitzer Markte, dessen Auftrieb an Rindern und Schweinen zum großen Teil nicht sächsischen Ursprungs ist, wurden 30 % des Auftriebes weiter nach den Industriegegenden des sächsischen Erzgebirges versandt. Der Leipziger Schlachtviehmarkt deckte im Jahr 1905 nur 14 % seines Bedarfes an Schlachtvieh aus dem Königreich Sachsen, 86 % bezog er aus der Provinz Sachsen, aus Anhalt, Bayern, Mecklenburg und Hannover.
Der Handel mit frischem Fleische konnte in Deutschland erst zur vollen Entwicklung kommen, nachdem die Fleischbeschau durch das Reichsgesetz vom 3. Juni 1900 gleichmäßig geregelt war. Fördernd hat in Preußen auch gewirkt die sogen. Freizügigkeit des Fleisches, dank deren Fleisch, das von einem Tierarzt untersucht worden ist, bei der Einfuhr in einen andern Ort nicht nochmals untersucht werden darf. Von größerem Umfang und von größerer wirtschaftlicher Bedeutung ist der Handel mit verarbeitetem Fleisch, insbes. geräucherten Schinken und Wurstwaren.
Deutschlands Bedarf an Schlachtvieh und an Fleisch konnte um 1900 von der Inlandsproduktion nicht gedeckt werden. Die deshalb notwendige Einfuhr von Schlachtvieh und Fleisch war aber besonderen Bestimmungen und erheblichen Beschränkungen unterworfen, sowohl zum Schutz gegen Einschleppung von Tierseuchen (Veterinärpolizei und Vieheinfuhrverbote), als um die gesunde Beschaffenheit des Fleisches nach Maßgabe der Anforderungen der Fleischbeschau an das inländische Fleisch sicherzustellen.

### Dänemark

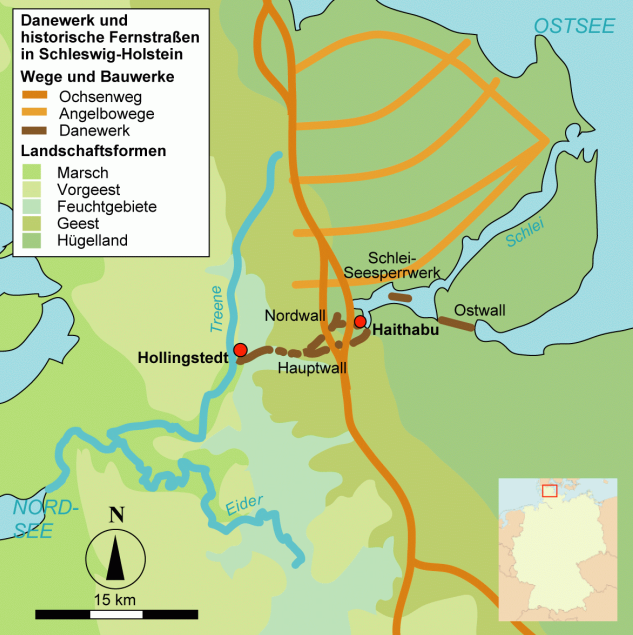
Karte des Ochsenwegs im Bereich des Danewerks

Der Ochsenweg ist ein historischer Landweg von Viborg in Dänemark nach Wedel in Schleswig-Holstein. Vom 16. bis 18. Jahrhundert verlief über seine Trassen die Ochsendrift, ein bedeutender Viehtrieb.